# Maud Rodriguez
Pour les articles homonymes, voir Rodriguez.
Maud Rodriguez est une nageuse française née le 7 décembre 2003 .

## Carrière
Maud Rodriguez remporte aux Championnats de France de natation en petit bassin 2022 à Chartres  la médaille d'or du 800 mètres .